# Устава на волоки
«Устава на волоки» ― государственный правовой документ («устава») о проведении волочной померы в Великом княжестве Литовском, изданный великим князем Сигизмундом II Августом 1 апреля 1557 года. Из-за недостаточной проработки изначального документа впоследствии к «уставе» принимались дополнения и изменения — 20 октября 1557 года, 20 мая, 20 июня и 20 октября 1558 года. «Устава» содержала в себе принципы, согласно которым должно было быть построено государственное земельное хозяйство во всём Великом княжестве Литовском, хотя первоначально документ касался только западных областей государства. Документ известен в составе 6 книги публичных дел (528 по общему счёту) Литовской метрики.

## История создания и содержание
Документ разрабатывался для великокняжеских владений, но стал общим для всего государства. Согласно ему, опираясь на инвентари, была осуществлена волочная помера также и церковных, и большинства частных владений в центральной и западной частях ВКЛ, в XVII веке ― на восток от Березины.
Волочная помера определяла земельные участки ― волоки (от 16,8 до 21,8 га в зависимости от местности), дававшиеся семьям. До «Уставы на волоки» деление на волоки уже проводилось в некоторых великокняжеских владениях в конце 1530-х ― начале 1550-х, затем в 1552―1555 во владениях королевы Боны Сфорца.
«Устава на волоки» носила характер как экономического трактата, так и практического хозяйственного руководства и состояла из 49 статей. Документ не содержит введения, цели проведения реформы в нём не указаны, сам текст и деление на статьи весьма бессистемны. 1-6 статьи содержали перечень обязанностей людей, отправлявшихся на войну. 7-8 статьи ― обязанности сельских старост и войтов, 9-14 статьи определяли статус государственных городов, не имевших магдебургского права, 15-19 статьи определяли повинности крестьян, 20-25 регламентировала создание и функционирование фольварков.
Самой большой и главной, по которой, собственно, и названа «Устава», была статья 29, содержащая правила измерения земли на волоки и расселения там крестьян. Остальные статьи определяли отношение к лесным угодьям, рекам и озёрам.
В декабре 1557 года в Уставу был внесен ряд поправок. Количество крестьянских повинностей выросло, крестьяне фактически утратили возможность ухода от своего пана.
Даже после внесения поправок инструкция осталось недостаточно точна и всеобъемлюща, в связи с чем проводившие реформу лица постоянно нуждались в разъяснениях из центра. Из-за расхождения теоретических положений «Уставы» и реальной ситуации на местах местным должностным лицам приходилось постоянно отступать от неё, сообразовывая свои действия с местными условиями.

## Издания документа
- Литовская метрика. Отделы первый-второй. Ч. 3: Книги публичных дел. Т. 1. / Под ред. И. И. Лаппо. // Русская историческая библиотека. Т. 30. — Юрьев: Археографическая комиссия, 1914. — С. 539—590.
- Устава на Волоки и дополняющие её документы шестой книги Литовских публичных дел Метрики Литовской. Извлечено из XXX-го тома «Русской исторической библиотеки». ― Юрьев: Археографическая комиссия, 1913.
- Устава на валокi гаспадара караля яго міласьцi ўва ўсім Вялікiм Княстве Літоўскім / пад рэд. В. Ф. Голубева // Спадчына. 1993. — № 4. — С.65-78.